# RAe 4/8
 (janvier 2023).
Les RAe 4/8 constituent une série de trois automotrices des Chemins de fer fédéraux suisses (CFF), dont le premier exemplaire (et le plus connu) fut construit pour l'Exposition nationale suisse de 1939.
Utilisée en 1946 pour conduire Winston Churchill à travers la Suisse en tant qu'invité d'État, la RAe 4/8 1021 est encore connue aujourd'hui sous le nom de Flèche rouge « Churchill » (« Churchill-Pfeil » en allemand). Deux autres « Flèches rouges doubles » furent mises en service en 1953 sous les numéros 661 et 662. De ces trois automotrices, seule la 1021 a survécu et circule encore de nos jours.

## Historique
Les expositions nationales ont chacune servi de vitrine, où les institutions et entreprises suisses ont présenté les performances du pays. Pour la Landi (abréviation de Landesausstelluung, «exposition nationale« en allemand) de 1939, l'industrie suisse du matériel roulant, sous la direction de la Fabrique suisse de locomotives (SLM) de Winterthour, conçut une « double flèche rouge », en s'appuyant sur les flèches rouges (RAe 2/4 ). Outre SLM, la Fabrique suisse de wagons (SWS) à Schlieren, Brown, Boveri & Cie (BBC) à Baden, Constructions mécaniques Oerlikon (MFO) et la Société Anonyme des Ateliers de Sécheron (SAAS) à Genève participèrent à la construction du véhicule.
De cette collaboration naquit la Re 4/8 301, qui entra en service en mai 1939. Construit comme véhicule de prestige pour la Landi (de manière similaire à l'Ae 8/14 11852), elle possédait une vitesse de pointe de 150 km/h, qui ne put cependant jamais être atteinte en trafic régulier.
À partir de 1941, la flèche double fut affectée au trafic d'excursions. Pendant la Seconde Guerre mondiale, l'armée envisagea de transformer ce véhicule en fourgon à bagages pour d'éventuelles opérations de guerre. Cependant, ce projet échoua en raison de l'opposition énergique du service de promotion et des ateliers des CFF[réf. nécessaire]. En 1944, la double flèche fut redésignée RBe 4/8.
Deux ans plus tard, Sir Winston Churchill, l'ancien Premier ministre britannique, annonça une visite de haut rang en Suisse et la RBe 4/8 301 fut dévolue au transport de l'invité d'État en septembre 1946. Depuis ce service, elle reçut son surnom de Flèche « Churchill ». Son indicatif officiel évolua encore en 1948 avec l'attribution du numéro 651.
En 1953 furent mises en service les Flèches doubles RBe 4/8 661 et 662, construites par SWS et BBC. Ces véhicules différaient mécaniquement et électriquement de la Flèche « Churchill » et possédaient  une vitesse de pointe normalisée de 125 km/h, ainsi qu'une puissance légèrement supérieure. En outre, elles ne possédaient pas les capots allongés caractéristiques des flèches rouges.
La 661 fut tout d'abord affectée au dépôt de Lausanne, puis à celui de Lyss, d'où elle effectuait un service journalier de 530 kilomètres. La 662 fut quant à elle attachée au dépôt de Lucerne, puis à celui de Bellinzone, depuis lequel elle effectuait des courses entre Chiasso et Airolo pour le même nombre de kilomètres journaliers que la 661.
Ce n'est qu'en 1956 que les trois Flèches doubles reçurent leur dernière désignation de série, à savoir RAe 4/8. En 1959, les trois automotrices bénéficièrent de trois numéros consécutifs, à savoir 1021 (Flèche « Churchill »), 1022 et 1023 (Flèches doubles «simples »).

### Aménagement intérieur
La 1021, conçue comme un train d'excursion à louer, dispose d'un minibar au milieu du véhicule. Cette conception explique également le fait qu'elle n'ait toujours proposé qu'une seule classe, sous la forme de 28 tables à quatre places, pour un total de 112 places.
Dans le système à trois classes jusqu'en 1956, ces automotrices-doubles portaient la désignation de série RBe, qui indiquait la deuxième classe. Avec l'élimination de la troisième classe, les doubles flèches furent mises à niveau vers la première classe (RAe) sans aucun changement de garniture.

### Apparence
La RAe 2/4 1021 se reconnaît à sa couleur rouge clair (contrairement au rouge foncé des RAe 2/4) et ses capots allongés. Jusqu'à sa rénovation générale[Quand ?], les lettres chromées indiquaient SBB – CFF ou SBB – FFS, alors qu'aujourd'hui, les tirets ont disparu.

## Retrait et préservation
Entre 1968 et 1969, la 1021 subit d'importantes transformations. En 1979, elle bénéficia également d'une révision majeure, mais le véhicule fut endommagé par le feu lors de sa remise en service et garé hors service pour un temps. Des démarches furent notamment entreprises pour l'intégrer en tant que véhicule historique au Musée suisse des transports à Lucerne. Ces dernières ayant échoué, l'automotrice défectueuse fut stationnée à divers endroits au fil des ans avant d'être vendu au prix de la ferraille à la société privée Intraflug en mars 1985. Cette société devint en 1994 la propriété de Mittelthurgaubahn (MThB) et en septembre 1996, la compagnie parvint à remettre en service la Flèche « Churchill » entièrement rénovée par les ateliers du SOB à Samstagern. Elle fut en outre désignée comme RAe 506 605.
MThB fit faillite en 2002 et son matériel roulant fut en grande partie repris par les CFF. Ainsi, l'automotrice fut entièrement révisée et sert depuis fin 2004 de véhicule de location pour des voyages charter et des événements spéciaux à travers la Suisse. Elle appartient désormais à la division Voyageurs des CFF, tandis que son exploitation est dévolue à CFF Charter. Début 2019, la Flèche « Churchill » bénéficia d'une nouvelle révision. Son indicatif officiel aux CFF est RAe 591 021.
Bien que sa vitesse de pointe de 150 km/h soit de nos jours envisageable, les limites d'âge et de confort du véhicule font de cette performance une valeur purement historique et théorique, la vitesse de croisière en transport voyageur étant au maximum de 100 km/h. Pour les trajets de transfert en ligne droite, où le confort ne joue guère de rôle, la 1021 peut tout de même atteindre les 130 km/h[réf. nécessaire], la vitesse maximale inscrite dans la cabine de conduite étant 125 km/h.
Après une collision en janvier 1977, la 1022 fut quant à elle mise hors service et démolie par l'atelier principal de Zurich dans le courant de l'année 1980. Dès la mi-1985, l'avenir de l'unique Flèche double restante semblait incertain, mais son sort fut finalement scellé par un incendie en novembre 1985, qui conduisit à sa démolition.

## Galerie

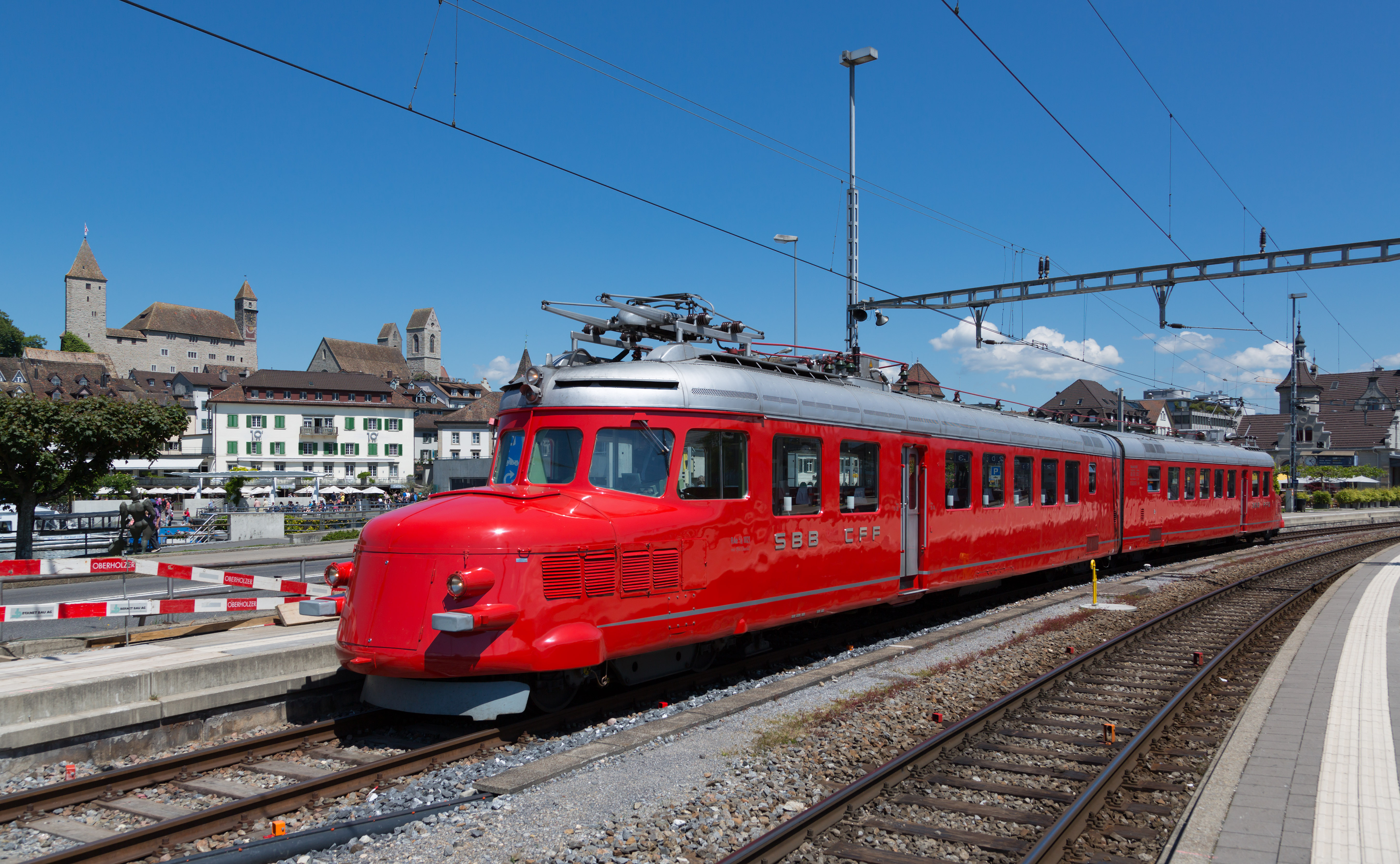
La RAe 4/8 1021 à Rapperswil en 2014
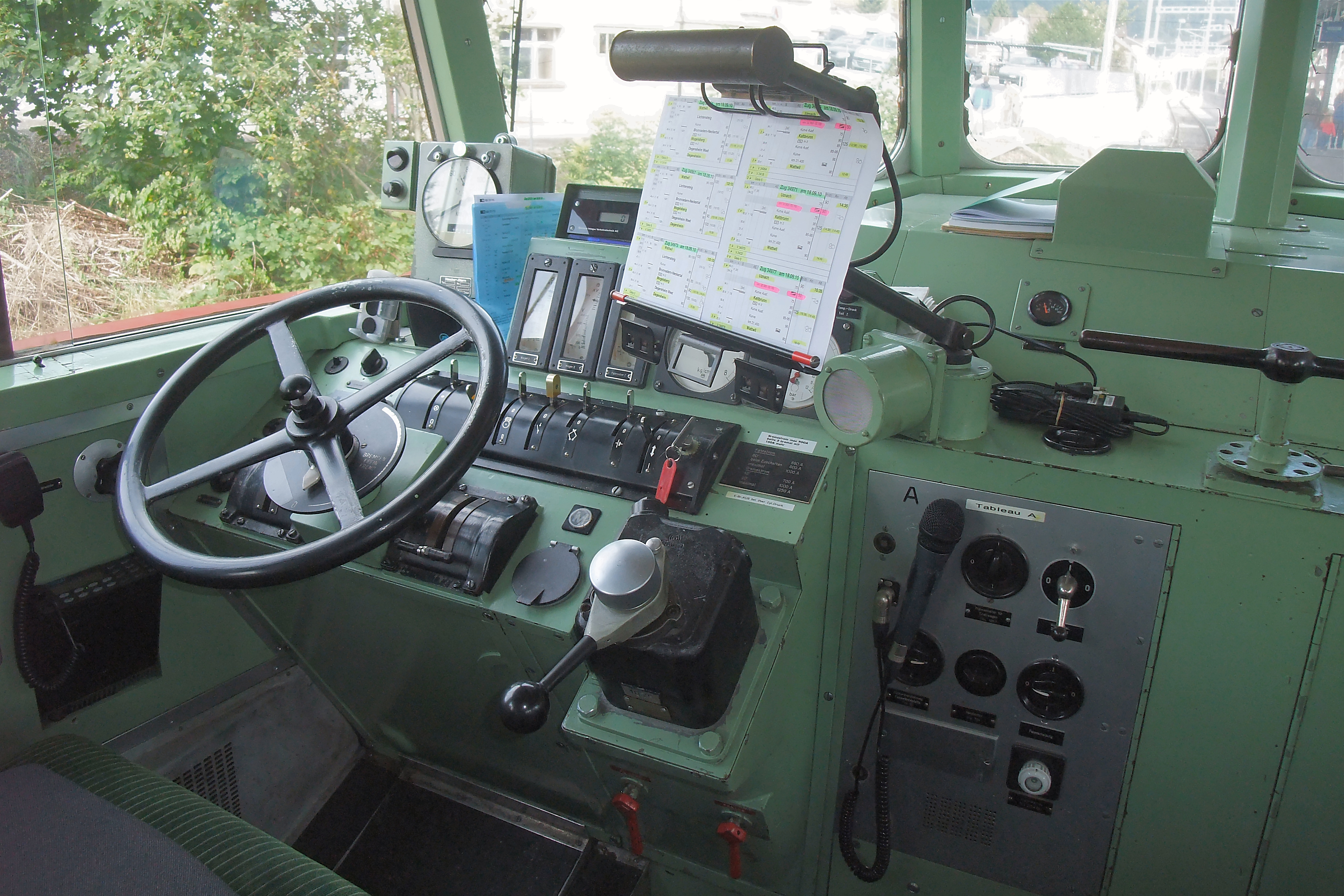
Cabine de conduite de la 1021
L'un des deux bogies motorisés de la RBe 4/8 301 en 1947
La RAe 4/8 661. Notez l'écussion frontal suisse.